# 鶴林玄素
鶴林玄素禪師（668年—752年），俗姓馬，字道清，謚大律禪師，唐代潤州延陵人（今江蘇省丹陽縣），禪宗大師，牛頭五祖智威門下，與六祖慧忠齊名，為牛頭宗代表人物之一，常被稱為馬素、馬祖。

## 生平
玄素禪師幼年出家，武后如意元年（692年）二十五歲時才領受僧牒，於江寧長壽寺入僧籍。後至青山幽棲寺，從學於牛頭五祖智威，受勝法。玄素刻苦修行，安於貧賤，個性溫和，被稱為嬰兒行菩薩。
開元年間，至京口，受郡牧韋銑所請，住鶴林寺。天寶11年（752年）去世，年八十五歲。

## 師承
- 幽棲智威

## 弟子
弟子有吳中法鏡、徑山法欽、吳興法海等人。

## 禪風
玄素的禪風非常簡默，強調「道惟心通，不在言通」，重視實地修行；他同時也秉持了初祖法融慈悲柔忍的宗風。
牛頭宗至六祖慧忠、玄素時，宗門大盛，與神秀北宗、惠能南宗，並列為禪宗三大宗派。